# گازپروم اسپیس
گازپروم اسپیس (روسی: ОАО «Газпром космические системы») شرکت هوافضای روس است، که در سال ۱۹۹۲ از مشارکت گازپروم، شرکت موشکی اس‌پی کارالیوف و صنایع فضایی انرگیا و گازپروم بانک تأسیس شد.